# Komorski jezik
Komorski (maore, komorski swahili, komorski, comoro, komoro, maore komorski, shimaore, Shikomor; ISO 639-3: swb) je najrašireniji jezik na Komorima (državi otočju u Indijskom oceanu). To je mješavina svahilija i arapskog. Jezik ima više dijalekata. Na svakom otoku se govori jedan dijalekt. 1992. je uvedena službena abeceda, ali se koristi arapska i latinska.
Komorskim govori 97 900 ljudi, od čega 92 800 na Mayotte (Johnstone 1993) i 3 000 na Madagaskaru (Johnstone and Mandryk 2001). Dijalekti su mu: shinzwani (anjouanski), shimaore (mayottski), shimwali (moheli), shingazidja (veliko-komorski).

## Vanjske poveznice
- Ethnologue (14th)
- Ethnologue (15th)